# Lijst van rivieren in Kameroen

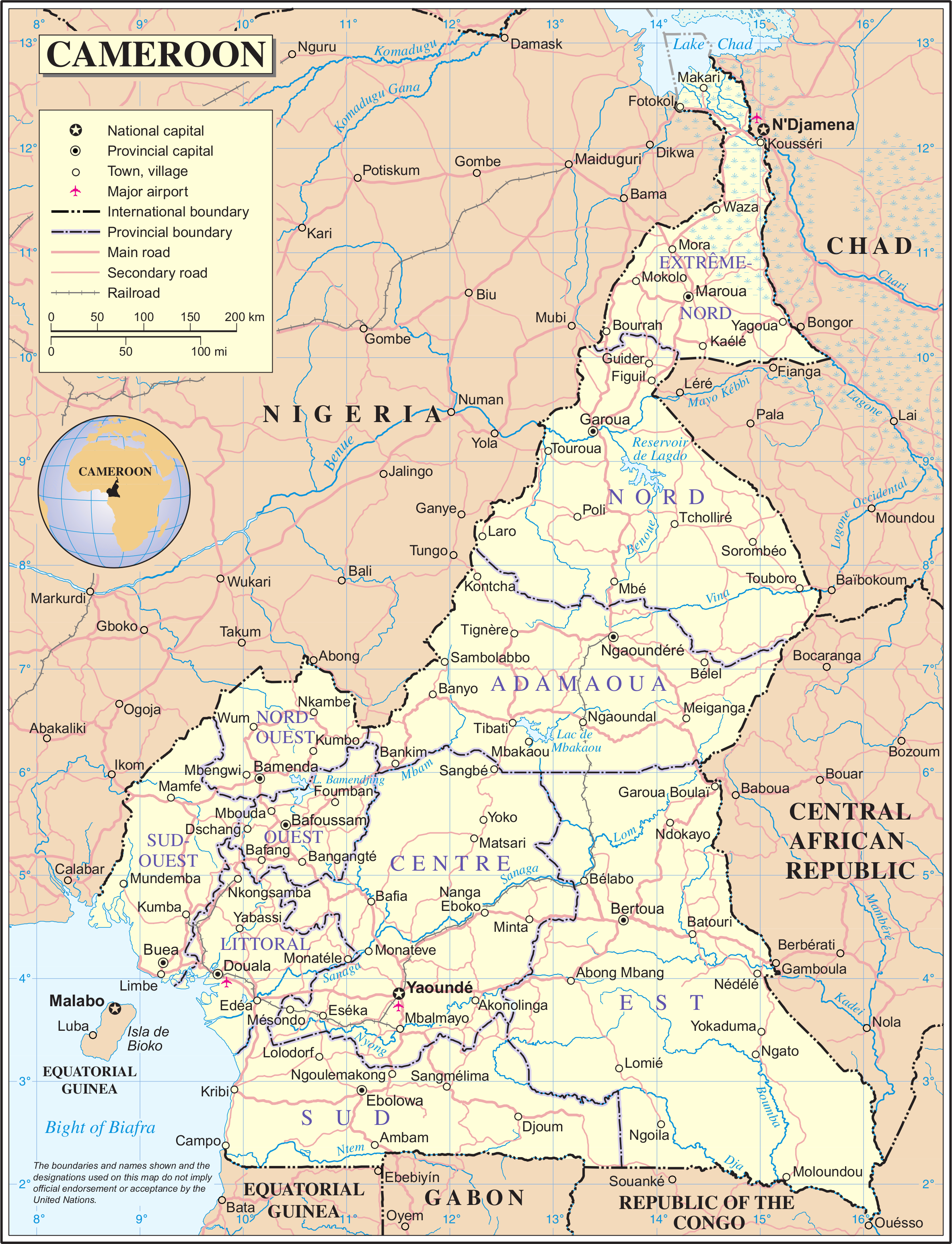
Kaart van Kameroen met een aantal rivieren en zijrivieren.

Dit is lijst van rivieren in Kameroen. De rivieren zijn onderverdeeld naar drainagebekken van de riviermondingen in de Golf van Guinea, Atlantische Oceaan en het Tsjaadmeer. De opeenvolgende zijrivieren zijn ingesprongen weergegeven onder de naam van elke hoofdrivier.

## Golf van Guinea
- Niger (Nigeria)
  - Benue (Bénoué)
    - Katsina Ala
      - Menchum

    - Donga
    - Faro
      - Déo

    - Mayo Kébbi
- Cross (Manyu)
  - Akwayafe
- Rio del Ray
- Meme
- Mungo
- Wouri
  - Makombé
  - Nkam
- Dibamba
- Sanaga
  - Mbam
    - Ndjim
    - Noun
    - Kim

  - Lom
    - Pangar

  - Djeréme
- Nyong
- Lokundje (Lokoundjé))
- Campo (Ntem)

## Atlantische Oceaan
- Kienké
- Lobé
- Ogooué (Gabon)
  - Ivindo (Gabon)
    - Aïna (Ayina)
      - Lélé
- Congo (Congo-Brazzaville)
  - Sangha
    - Dja (Ngoko)
      - Boumba
      - Sangha
      - Ngoko

    - Kadéï
      - Boumbé II
      - Doumé

## Tsjaadmeer
- Chari
  - Logone
    - Mbéré
    - Vina
- Mayo-Tsanagarivier